# Suhoj Su-33
Suhoj Su-33 (rusko Сухой Су-33; NATO oznaka: Flanker-D) je ruski dvomotorni reaktivni palubni lovec. Zasnovan je na podlagi Suhoj Su-27, sprva je imel oznako Su-27K. V primerjavi s Su-27 ima Su-33 bolj ojačano podvozje in zložljiva krila. Zgradili so okrog 24 letal, edini uporabnik je Ruska vojna mornarica, ki jih uporablja na letalonosilki Admiral Kuznjecov. Pogajanja za prodajo letal Indiji in Kitajski niso bila uspešna.
Leta 2009 je Ruska vojna mornarica naročila manjšega palubnega lovca MiG-29K kot zamenjavo za Su-33.

## Značilnosti
Podatki iz KnAAPO, Sukhoi, Airforce-technology.com, Gordon and Davison, Williams
Splošne karakteristike
- Posadka: 1
- Dolžina: 21,94 m (72 ft)
- Razpon kril: 14,70 m (48,25 ft)
- Višina: 5,93 m (19,5 ft)
- Površina kril: 62,0 m² (667 ft²)
- Teža praznega letala: 18400 kg (40600 lb)
- Naložena teža: 29940 kg (66010 lb)
- Maks. vzletna teža: 33000 kg (72752 lb)
- Pogon letala: 2 × AL-31F3 turbofan z dodatnim zgorevanjem
  - Potisk motorjev (suh): 74,5 kN (16750 lbf)  vsak
  - Potisk motorjev z dodatnim zgorevanjem: 125,5 kN (28214 lbf) vsak
- Razpon z zloženimi krili 7,40 m

 Zmogljivost 
- Maks. hitrost: Mach 2,17 (2300 km/h) na 10000 m
- Hitrost porušitve vzgona: 240 km/h (150 mp/h)
- Doseg: 3000 km (1864 milj)
- Višina leta: 17000 m (55800 ft)
- Hitrost vzpenjanja: 246 m/s (48500 ft/min)
- Obremenitev kril: 483 kg/m²; (98,9 lb/ft²)
- Razmerje potisk/teža: 0,83
- Največja G-obremenitev +8 g (+78 m/s²)
- Pristajalna hitrost: 240 km/h (149 mph)

Oborožitev

- - 1× 30 mm GŠ-30-1 top s 150 naboji
  - DO 6500 kg (14,300 lb) bomb na 12 nosilcih, med drugim:
    - 6× R-27R/T/ET/EM ali R-77(RVV-AE) in 4× R-73 rakete zrak-zrak
    - H-31A Kripton ali H-41 Moskit protiladijske rakete
    - Oprema za elektronsko bojevanje (ECM)